# Mauricio Cardillo
Mauricio Cardillo (Olavarría, 11 marzo 2003) è un calciatore argentino, centrocampista dell'Independiente Rivadavia.

## Carriera
È cresciuto nel settore giovanile del Lanús, con cui ha firmato il primo contratto professionistico nell'aprile del 2022. Nel 2023 è passato in prestito al Nueva Chicago}, ed il 25 febbraio ha debuttato nel calcio professionistico nell'incontro di Primera B Nacional perso 1-0 contro il Temperley.
Rientrato al Lanús, ha trascorso la prima metà del 2024 nella squadra riserve per poi passare a titolo definitivo all'Independiente Rivadavia nel mese di settembre.

## Statistiche

### Presenze e reti nei club
Statistiche aggiornate al 2 luglio 2025.
| Stagione                       | Squadra                        | Campionato                     | Campionato | Campionato | Coppe nazionali | Coppe nazionali | Coppe nazionali | Coppe continentali | Coppe continentali | Coppe continentali | Altre coppe | Altre coppe | Altre coppe | Totale | Totale | Totale |
| Stagione                       | Squadra                        | Comp                           | Pres       | Reti       | Comp            | Pres            | Reti            | Comp               | Pres               | Reti               | Comp        | Pres        | Reti        | Pres   | Reti   |        |
| ------------------------------ | ------------------------------ | ------------------------------ | ---------- | ---------- | --------------- | --------------- | --------------- | ------------------ | ------------------ | ------------------ | ----------- | ----------- | ----------- | ------ | ------ | ------ |
| 2023                           | Nueva Chicago                  | PBN                            | 9          | 0          | CA              | 0               | 0               | -                  | -                  | -                  | -           | -           | -           | 9      | 0      |        |
| 2024                           | Independiente Rivadavia        | PD                             | 9          | 0          | CA+CdL          | 0               | 0               | -                  | -                  | -                  | -           | -           | -           | 9      | 0      |        |
| 2025                           | Independiente Rivadavia        | PD                             | 15         | 2          | CA              | 2               | 0               |                    | -                  | -                  |             | -           | -           | 17     | 2      |        |
| Totale Independiente Rivadavia | Totale Independiente Rivadavia | Totale Independiente Rivadavia | 24         | 2          |                 | 2               | 0               |                    | -                  | -                  |             | -           | -           | 26     | 2      |        |
| Totale carriera                | Totale carriera                | Totale carriera                | 33         | 2          |                 | 2               | 0               |                    | -                  | -                  |             | -           | -           | 35     | 2      |        |